# Eleições estaduais em Mato Grosso em 1950
As eleições estaduais em Mato Grosso em 1950 ocorreram em 3 de outubro como parte das eleições gerais no Distrito Federal, em 20 estados e nos territórios federais do Acre, Amapá, Rondônia e Roraima. No dia em questão, a UDN fez o governador Fernando Correia da Costa, o vice-governador João Leite de Barros e o senador Sílvio Curvo, além de eleger grande parte dos sete deputados federais e trinta estaduais.
O governador Fernando Correia da Costa é médico nascido em Cuiabá e formado à Faculdade de Medicina da Universidade Federal do Rio de Janeiro. Filiado à UDN foi eleito prefeito de Campo Grande em 1947 e ainda lecionou em instituições que originaram a Universidade Federal de Mato Grosso do Sul, além de ter interesses no ramo agropecuário. Seu mandato à frente do governo de Mato Grosso será de cinco anos, a exemplo do que acontecia em outros oito estados brasileiros. O êxito udenista na disputa pelo Palácio Paiaguás ocorreu ante uma vitória sobre Filinto Müller, cacique do PSD que foi chefe de polícia do antigo Distrito Federal durante quase toda a Era Vargas e abdicou de buscar a reeleição para senador a fim de governar seu estado natal, intenção frustrada pelo resultado das urnas.
O substituto de Filinto Müller no Senado Federal é o médico Sílvio Curvo. Também formado pela Faculdade de Medicina da Universidade Federal do Rio de Janeiro com especialização em Clínica Médica e Obstetrícia, ele trabalhou no Instituto de Aposentadoria e Pensões dos Marítimos (IAPM) e assumiu a direção da Santa Casa de Cuiabá em 1930, onde permaneceu vinte anos até estrear na política este ano pela UDN.
A escolha do vice-governador e do suplente de senador aconteceu em eleição dissociada dos titulares conforme estabelecia a legislação da época que previa, inclusive, o mecanismo das "candidaturas múltiplas".

## Resultado da eleição para governador
O Tribunal Superior Eleitoral informa que foram apurados 81.118 votos nominais.
| Candidatos a governador do estado | Candidatos a vice-governador | Número | Coligação           | Votação | Percentual |
| --------------------------------- | ---------------------------- | ------ | ------------------- | ------- | ---------- |
| Fernando Correia da Costa UDN     | Ver abaixo -                 | -      | UDN (sem coligação) | 42.313  | 52,16%     |
| Filinto Müller PSD                | Ver abaixo -                 | -      | PSD (sem coligação) | 38.805  | 47,84%     |
| Fontes:                           |                              |        |                     |         |            |

## Resultado da eleição para vice-governador
O Tribunal Superior Eleitoral informa que foram apurados 78.965 votos nominais.
| Candidatos a governador do estado | Candidatos a vice-governador | Número | Coligação           | Votação | Percentual |
| --------------------------------- | ---------------------------- | ------ | ------------------- | ------- | ---------- |
| Ver acima -                       | João Leite de Barros UDN     | -      | UDN (sem coligação) | 41.157  | 52,12%     |
| Ver acima -                       | Antônio da Costa Marques PSD | -      | PSD (sem coligação) | 37.808  | 47,88%     |
| Fontes:                           |                              |        |                     |         |            |

## Resultado da eleição para senador
Os números a seguir têm por fonte os arquivos do Tribunal Superior Eleitoral que informa a apuração de 76.895 votos nominais.
| Candidatos a senador da República | Candidatos a suplente de senador | Número | Coligação           | Votação | Percentual |
| --------------------------------- | -------------------------------- | ------ | ------------------- | ------- | ---------- |
| Sílvio Curvo UDN                  | Ver abaixo -                     | -      | UDN (sem coligação) | 31.669  | 41,18%     |
| Júlio Müller PTB                  | Ver abaixo -                     | -      | PTB (sem coligação) | 25.751  | 33,49%     |
| Arnaldo Figueiredo PSD            | Ver abaixo -                     | -      | PSD (sem coligação) | 19.475  | 25,33%     |
| Fontes:                           |                                  |        |                     |         |            |

## Resultado da eleição para suplente de senador
Os números a seguir têm por fonte os arquivos do Tribunal Superior Eleitoral que informa a apuração de 59.797 votos nominais.
| Candidatos a senador da República | Candidatos a suplente de senador | Número | Coligação           | Votação | Percentual |
| --------------------------------- | -------------------------------- | ------ | ------------------- | ------- | ---------- |
| Ver acima -                       | Mário Mota UDN                   | -      | UDN (sem coligação) | 29.198  | 48,83%     |
| Ver acima -                       | Antônio da Costa Marques PSD     | -      | PSD (sem coligação) | 19.193  | 32,10%     |
| Ver acima -                       | Aloísio de Carvalho PTB          | -      | PTB (sem coligação) | 11.406  | 19,07%     |
| Fontes:                           |                                  |        |                     |         |            |

## Deputados federais eleitos
São relacionados os candidatos eleitos com informações complementares da Câmara dos Deputados.

Representação eleita
  PSD: 3
  UDN: 3
  PTB: 1

Fonteː
| Deputados federais eleitos | Partido | Votação | Percentual | Cidade onde nasceu | Unidade federativa |
| João Ponce de Arruda       | PSD     | 11.037  | 13,02%     | Cuiabá             | Mato Grosso        |
| Dolor de Andrade           | UDN     | 7.632   | 9,01%      | Batatais           | São Paulo          |
| Ataíde Bastos              | UDN     | 7.277   | 8,59%      | Cuiabá             | Mato Grosso        |
| Lício Borralho             | PTB     | 6.643   | 7,84%      | Uruguaiana         | Rio Grande do Sul  |
| Aral Moreira               | UDN     | 4.616   | 5,45%      | Aquidauana         | Mato Grosso do Sul |
| Filadelfo Garcia           | PSD     | 4.528   | 5,34%      | Coxim              | Mato Grosso do Sul |
| Virgílio Correia           | PSD     | 3.406   | 4,02%      | Cuiabá             | Mato Grosso        |
| Fontes:                    |         |         |            |                    |                    |

## Deputados estaduais eleitos
Estavam em jogo 30 cadeiras na Assembleia Legislativa de Mato Grosso e as mesmas foram assim distribuídas: doze para a UDN, onze para o PSD e sete para o PTB.

Representação eleita
  UDN: 12
  PSD: 11
  PTB: 7

Fonteː
| Deputados estaduais eleitos        | Partido | Votação | Percentual | Cidade onde nasceu          | Unidade federativa |
| Vicente Bezerra Neto               | PTB     | 2.584   | 3,18%      | Lavras da Mangabeira        | Ceará              |
| Altair Antunes Brandão             | PTB     | 2.428   | 2,99%      | Maringá                     | Paraná             |
| Castro Pinto                       | UDN     | 2.059   | 2,53%      | Campo Grande                | Mato Grosso do Sul |
| Rachid Mamed                       | PSD     | 1.897   | 2,33%      | Cuiabá                      | Mato Grosso        |
| Adjalmo Saldanha                   | UDN     | 1.853   | 2,28%      | Cáceres                     | Mato Grosso        |
| Antônio José Paniago               | PTB     | 1.764   | 2,17%      | Três Lagoas                 | Mato Grosso do Sul |
| Francisco Leal de Queiroz          | PSD     | 1.734   | 2,13%      | Paranaíba                   | Mato Grosso do Sul |
| Clóvis Hugueney                    | PSD     | 1.653   | 2,03%      | Cuiabá                      | Mato Grosso        |
| Licinio Monteiro da Silva          | PSD     | 1.607   | 1,98%      | Nossa Senhora do Livramento | Mato Grosso        |
| Penn de Morais Gomes               | PSD     | 1.446   | 1,78%      | Pontes e Lacerda            | Mato Grosso        |
| José Fragelli                      | UDN     | 1.386   | 1,70%      | Corumbá                     | Mato Grosso do Sul |
| Wilson Coelho                      | UDN     | 1.363   | 1,68%      | Lucas do Rio Verde          | Mato Grosso        |
| Rosário Congro                     | PSD     | 1.362   | 1,67%      | Sorocaba                    | São Paulo          |
| Francisco Hermelindo da Silva      | UDN     | 1.296   | 1,59%      | Aparecida de Goiânia        | Goiás              |
| Hélio Correa da Costa              | UDN     | 1.279   | 1,57%      | São Gonçalo                 | Rio de Janeiro     |
| João Marinho Falcão                | UDN     | 1.217   | 1,50%      | Feira de Santana            | Bahia              |
| Gonçalo de Campos                  | UDN     | 1.176   | 1,44%      | Várzea Grande               | Mato Grosso        |
| Manoel Wenceslau de Barros Botelho | UDN     | 1.173   | 1,44%      | Cuiabá                      | Mato Grosso        |
| Heronides Araújo                   | PSD     | 1.134   | 1,39%      | Recife                      | Pernambuco         |
| Clóvis Ribeiro Cintra              | PTB     | 1.116   | 1,37%      | Mundo Novo                  | Mato Grosso do Sul |
| Jorge Monteiro                     | PSD     | 1.076   | 1,32%      | Tangará da Serra            | Mato Grosso        |
| Benedito Vaz de Figueiredo         | UDN     | 1.072   | 1,32%      | Sinop                       | Mato Grosso        |
| Lenine de Campos Povoas            | UDN     | 1.049   | 1,29%      | Cuiabá                      | Mato Grosso        |
| Salviano Mendes Fontoura           | PSD     | 1.027   | 1,26%      | Coxim                       | Mato Grosso        |
| Léo da Costa Melo                  | PTB     | 1.017   | 1,25%      | Cáceres                     | Mato Grosso        |
| Manoel de Oliveira Lima            | UDN     | 1.014   | 1,25%      | Sorriso                     | Mato Grosso        |
| Gérson de Oliveira                 | PTB     | 932     | 1,14%      | Uberaba                     | Minas Gerais       |
| Humberto Marcílio Reinaldo         | PSD     | 868     | 1,07%      | Cuiabá                      | Mato Grosso        |
| Henrique Gomes da Silva            | PSD     | 833     | 1,02%      | Ribeirão das Neves          | Minas Gerais       |
| Amorésio de Oliveira               | PTB     | 691     | 0,85%      | Rondonópolis                | Mato Grosso        |
| Fontes:                            |         |         |            |                             |                    |